# Február 23.
Február 23. az év 54. napja a Gergely-naptár szerint. Az évből még 311 (szökőévekben 312) nap van hátra.
Névnapok: Alfréd + Alfréda, Antigon, Balambér, Fáta, Hasszán, Kardos, Lázár, Lázó, Mirtill, Ottó, Péter, Pető, Polikárp, Romána, Romina, Szemere, Szirén

## Események

### Politikai események
- 1866 – A szörnyűséges koalíció lemondatja Alexandru Ioan Cuza román fejedelmet.[1]
- 1903 – Az Amerikai Egyesült Államok kormánya örökös bérleti szerződést köt a Guantánamo-öbölbeli katonai támaszpont használatáról Tomás Estrada Palmával, Kuba első elnökével.
- 1914 - Postai csomagba rejtett pokolgép robban a Hajdúdorogi Egyházmegye hivatalában Debrecenben. Miklósy István görögkatolikus püspök sértetlen marad, de a pokolgép megölte a püspök három munkatársát, Jaczkovics Mihály helynököt, Slepkovszky János titkárt és Csatth Sándor ügyvédet.
- 1918 - Megkezdődik az oroszországi Munkás-paraszt Vörös Hadsereg létrehozása. (A nap emiatt a rendszerváltás után is a haza védőinek emléknapja maradt.)
- 1983 - Észak-koreai merénylők bombamerényletet követtek el a Burma fővárosába, Rangunba látogató Cson Duhvan Dél-Koreai elnök ellen. A politikus túlélte a támadást, de 21 ember meghalt, 46 megsebesült.
- 1991 – A „Sivatagi Vihar hadművelet” keretében elsőként francia csapatok nyomulnak be Délnyugat-Irakba.
- 2006 – Több ezren tüntetnek az indiai Kasmírban, mert előző nap a hadsereg agyonlőtt négy, 6 és 18 év közti fiút.
- 2008 – Több mint 14 000 felszállás után lezuhan az első B–2 Spirit bombázó.

### Tudományos és gazdasági események
- 1919 – Gróf Károlyi Mihály köztársasági elnök saját birtokán, Kápolnán megkezdi a földosztást.
- 1957 – A Magyar Televízió működésének tényleges indulása. A hivatalos május 1..
- 1997
  - Skót tudósok bemutatják a sajtónak Dollyt, az első sikeresen klónozott emlőst.
  - Tűz keletkezik a Miren, amit a jelen lévő űrhajósok másfél perc alatt eloltanak.

### Kulturális események
- 1455 – Johannes Gutenberg nyomtatni kezdi Európa első nyomtatott könyvét, a Bibliát.

#### Zenei események
- 1990 – Megalakul a Republic együttes.

### Egyéb események
- 1999 – Lavinakatasztrófa sújtja a tiroli Galtür községet. 38 ember veszíti életét.

## Születések
- 1443 – I. (Hunyadi) Mátyás magyar és cseh király († 1490)
- 1685 – Georg Friedrich Händel német származású angol zeneszerző († 1759)
- 1744 – Meyer Amschel Rothschild német bankár, a Rothschild bankház alapítója († 1812)
- 1764 – Kállay Péter magyar földbirtokos, császári és királyi kamarás († 1837)
- 1842 – Carl Theodore Liebermann német vegyész († 1914)
- 1860 – Bátor Szidor zenetanár, zeneszerző († 1929)
- 1883 – Karl Jaspers német filozófus († 1969)
- 1889
  - Garay János olimpiai bajnok magyar vívó († 1945)
  - Victor Fleming amerikai filmrendező († 1949)
- 1891 – Hendrey József erdőmérnök, országgyűlési képviselő († 1959)
- 1895 – Csanády György magyar költő, újságíró, rádiórendező, a Székely himnusz szövegének szerzője († 1952)
- 1899 – Erich Kästner német író, költő († 1974)
- 1908 – Sipos Anna tizenegyszeres világbajnok magyar asztaliteniszező († 1988)
- 1913 – Ágay Irén magyar színésznő († 1950)
- 1920
  - Máriáss József Jászai Mari-díjas magyar színész, érdemes művész († 1991)
  - Lakos János, az 1956-os forradalom gyóni eseményeinek egyik résztvevője és kivégzettje († 1957)
- 1924 – Boross János magyar színész, rendező († 1976)
- 1928 – Pákozdi János Jászai Mari-díjas magyar színész, érdemes művész († 1991)
- 1929
  - Lengyel Erzsi Jászai Mari-díjas magyar színésznő († 2012)
  - Vujicsics Tihamér szerb származású magyar zeneszerző, népzenekutató († 1975)
- 1931 – Polgár Géza Jászai Mari-díjas magyar színész († 1987)
- 1936
  - Dobránszky Zoltán magyar színész, szinkronszínész († 2005)
  - Dr. Tersztyánszky Ödönné dr. Vasadi Éva az első női alkotmánybíró
- 1938 – Jiří Menzel cseh filmrendező, színházi rendező, színész († 2020)
- 1940 – Peter Fonda amerikai színész, forgatókönyvíró († 2019)
- 1943 – Kozák András Kossuth- és kétszeres Jászai Mari-díjas magyar színész, művészeti vezető, érdemes és kiváló művész († 2005)
- 1946 – Alberto Colombo olasz autóversenyző († 2024)
- 1947 – Valerij Pavlovics Pusztovojtenko ukrán politikus, 1997–1999 között Ukrajna miniszterelnöke
- 1952 – Marshall Herskovitz zsidó származású amerikai filmproducer, rendező és forgatókönyvíró
- 1953
  - Dibusz Éva magyar rádióbemondó, műsorvezető, tanár
  - Nakadzsima Szatoru japán autóversenyző
- 1954
  - Gerendás György olimpiai bajnok magyar vízilabdázó
  - Viktor Andrijovics Juscsenko Ukrajna elnöke
- 1964 – Sipos F. Tamás az Exotic együttes egykori énekese
- 1967 – Stohl András Jászai Mari-díjas magyar színész
- 1968 – Kálmán Olga magyar újságíró, szerkesztő, műsorvezető
- 1971
  - Angela Alsobrooks amerikai jogász és politikus
  - Frank Gun (Juhász Ferenc) magyar pornószínész
- 1973
  - Papp Gergely producer, riporter
  - Iwona Hossa lengyel opera-énekesnő, (szoprán)}
- 1975 – Almási Sándor magyar színész
- 1978 – Kasza Tibor magyar énekes, zeneszerző
- 1983 – Emily Blunt brit színésznő
- 1985 – Ephraim Ellis kanadai színész
- 1992 – Casemiro brazil labdarúgó
- 1994 – Dakota Fanning amerikai színésznő
- 1995
  - Valázsik Péter magyar színész
  - Andrew Wiggins kanadai kosárlabdázó
- 1997 – Jamal Murray kanadai kosárlabdázó
- 2012 – Esztella svéd királyi hercegnő, a svéd korona várományosa, Östergötland hercegnője

## Halálozások
- 1482 – Luca della Robbia olasz szobrász
- 1603 – Andrea Cesalpino itáliai orvos, filozófus, botanikus, egyetemi tanár (* 1519)
- 1821 – John Keats angol költő (* 1795)
- 1822 – Berzeviczy Gergely magyar közgazdasági szakíró (* 1763)
- 1828 – Fazekas Mihály magyar író, költő, botanikus (* 1766)
- 1840 – Esterházy Nepomuk János, Veszprém vármegye főispánja, mecénás és gyűjtő (* 1754)
- 1848 – John Quincy Adams az Amerikai Egyesült Államok 6. elnöke (* 1767)
- 1855 – Carl Friedrich Gauss német matematikus, csillagász, fizikus (* 1777)
- 1878 – Sándor Móric az Ördoglovas (* 1805)
- 1892 – Arenstein József magyar matematikus, a Magyar Tudományos Akadémia levelező tagja (* 1816)
- 1917 – Jean Gaston Darboux francia matematikus (* 1842)
- 1930 – Horst Wessel német nemzetiszocialista (* 1907)
- 1932 – Lukács László politikus, 1912–13-ban magyar miniszterelnök (* 1850)
- 1934 – Edward Elgar brit zeneszerző (* 1857)
- 1943 – Theodor Eicke német katona, a Totenkopf SS hadosztály megszervezője (* 1892)
- 1945 – Mihály István magyar író, kabaré-, dalszöveg- és forgatókönyvíró (* 1892)
- 1953 – Vitéz Attila magyar földbirtokos, országgyűlési képviselő (* 1891)
- 1955 – Paul Claudel francia költő, író, drámaíró, diplomata (* 1868)
- 1960 – Arthur Legat belga autóversenyző (* 1898)
- 1965 – Stan Laurel amerikai komikus-színész (* 1890)
- 1969 – Konrád Ignác magyar festő- és szobrászművész (* 1894)
- 1978 – Mollináry Gizella (Gebauer Gusztávné) magyar költő, író (* 1896)
- 1986 – Mérei Ferenc Kossuth-díjas magyar pszichológus, író (* 1909)
- 1990 – James M. Gavin Egyesült Államok tábornok (* 1907)
- 1991 – Csanádi Imre magyar költő, író, műfordító (* 1920)
- 1991 – Nádory Margit magyar színésznő (* 1920)
- 1994 – Marvin Burke amerikai autóversenyző (* 1918)
- 1994 – Csilla von Boeselager, a Magyar Máltai Szeretetszolgálat társalapítója és örökös tiszteletbeli elnöke (* 1941)
- 2001 – Sergio Mantovani olasz autóversenyző (* 1929)
- 2008 – Paul Frère belga autóversenyző (* 1917)
- 2011 – Bősze Péter magyar színész, előadóművész (* 1935)
- 2020 – Göröcs János, olimpiai bronzérmes magyar labdarúgó, edző, csatár (* 1939)
- 2022 – Lippai László magyar színész, szinkronszínész (* 1959)

## Ünnepek, emléknapok, világnapok
- Terminalia ünnepe az ókori Rómában
- Brunei nemzeti ünnepe – a védnökség megszűnésének napja, 1984
- Guyana: a köztársaság napja, 1970
- Oroszország: férfinap, a haza védőinek napja
- Tádzsikisztán: a hadsereg napja
- Naruhito japán császár születésnapja Japánban, 1960